# ブロックとエイトリ

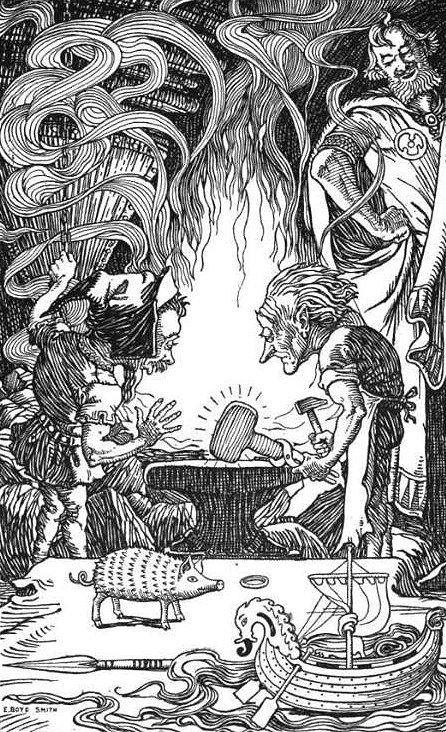
ミョルニルが他の宝物と共に作り出される場面。

ブロック（Brokkr、ブロックルとも）とエイトリ（Eitri、シンドリ Sindri とも）は、北欧神話に登場するドヴェルグ（ドワーフ）の兄弟である。
『スノッリのエッダ』の『詩語法』によると、ロキはイーヴァルディの息子たちにシヴの鬘、スキーズブラズニル、グングニルを作らせた後、ブロックとエイトリの兄弟と「これらに優る宝を創れるかどうか」の賭けをし、もし作れたのなら自分の頭をやると約束した。
兄弟は鍛造を始め、終わりにさしかかるとエイトリはブロックに「何があってもふいごを動かす手を休めるな」と言いつけて出て行った。一匹のハエ（ロキが変身したともいわれる）がブロックの邪魔をしたが、彼は手を休めずふいごを動かし、グリンブルスティ、ドラウプニルと順に完成させていった。最後にミョルニルを創る際、ついにブロックはハエの邪魔に耐えきれずに手を休めてしまい、そのためにミョルニルの柄は短くなってしまったという。
ブロックはロキと共に宝物を神々の前に持っていき、どちらが優れているかを判定させた。結果はミョルニルを創りあげた兄弟の勝ちであった。ブロックはロキに頭を請求したが、ロキは「頭はやると言ったが、首をやるとは言っていない」と言って逃れようとしたため、兄弟はロキの口を錐と糸で縫い合わせてしまったという。